# Школа (часопис)

Школа: лист за учитеље, родитеље и децу, педагошки часопис у Србији. Излазио у Београду од 1. новембра 1868. до 10. јуна 1876, када је обустављен због избијања Српско-турског рата.

## О часопису
Школа је часопис о општим погледима на васпитање и о методици наставе. Бави се педагошким поукама за учитеље, родитеље и све пријатеље народнога образовања.

### Историјат
Школа је један од првих педагошких часописа у Србији који је доносио и текстове за децу. Обустављен је због Српско-турског рата. Доносио је прилоге из педагогије и практичне наставе, прилоге из историје школства у Србији, приказе књига, рада школских власти и прегледе школа у свету.

#### Издавач
Издавач часописа Школа је Милан Ђ. Милићевић. 

#### Штампарија
Часопис је штампан у Државној штампарији у Београду.

### Периодичност излажења
Часопис Школа је излазио три пута месечно.

## Галерија
- Школа, Објава да је умро Илија Неранџић, број 12, стр. 191, 20. април 1869.
- Школа, Рубрика Гласник, број 19, стр. 304, 1. јул 1869.
- Школа, Методско упутство за наставнике, број 32, стр. 510, 10. новембар 1869.
- Школа, насловна страна броја 9, 20. март 1869.
- Школа, насловна страна броја 13, 1. мај 1869.